# L'ange de Nisida

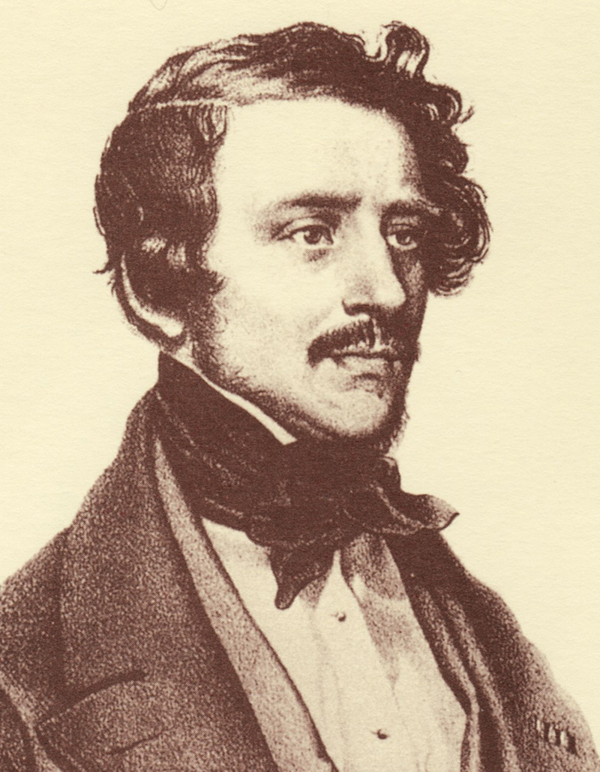
Gaetano Donizetti.

L'ange de Nisida (Ängeln från Nisida) är en opera semiseria i fyra akter med musik av Gaetano Donizetti och libretto av Alphonse Royer och Gustave Vaëz.
Delar av librettot antas sammanfalla med librettot till Giovanni Pacinis Adelaide e Comingio, och finalscenen bygger på François-Thomas-Marie de Baculard d'Arnauds pjäs Les Amants malheureux, ou le comte de Comminges. Donizetti arbetade på operan i senare delen av 1839 (sista sidan är daterad den 27 december 1839). Då ämnesvalet involverar älskarinnan till en neapolitansk kung och operan därför kunde få svårt med den italienska censuren, valde Donizetti att sätta upp operan i Frankrike. Men det operasällskap som var kontrakterat gjorde konkurs och 1840 hade Donizetti omarbetat operan till La favorite. L'ange de Nisida fick slutligen sin premiär den 18 juli 2018 i ett konsertant uppförande på  Royal Opera House i London.

## Historia

### Texten
L'ange de Nisida innehåller många manuskriptsidor från Adelaide, ett ofullbordat verk som Donizetti troligtvis arbetade på 1834 och vars libretto är av okänt ursprung. Detta libretto innehöll i sin tur delar av Les Amants malheureux, ou le comte de Comminges, en pjäs från 1790 av den franske författaren François-Thomas-Marie de Baculard d'Arnaud. I sin bok Donizetti and his Operas, fastslår musikforskaren William Ashbrook att librettot till Adelaide har likheter med Giovanni Pacinis opera Adelaide e Comingio, vars libretto var skrivet av Gaetano Rossi. Donizetti antas ha tagit med manuskriptet till Adelaide till Paris 1838. I september 1839 annonserade den fransk pressen La Fiancée du Tyrol, en översättning av Donizettis opera Il furioso all'isola di San Domingo från 1833. I oktober 1839 skrev han till en vän i Neapel: "La Fiancée du Tyrol kommer bli den omändrade Il furioso, L'ange de Nisida blir den nya." Kort därefter påbörjade Donizetti arbetet med L'ange. La Fiancée du Tyrol förverkligades aldrig.

### Musiken
Donizetti fullbordade L'ange de Nisida den 27 december 1839. Han hade först arbetat med Le duc d'Albe, men sköt upp den operan till förmån för L'ange de Nisida och La fille du régiment.
Trots att Donizetti i sin brevväxling med vännen Tommaso Persico noterade att L'ange de Nisida var en "opera i tre akter", klargör både originalpartituret och Donizettis kontrakt med Anténor Joly (ägaren till det operasällskap som Donizetti hade kontrakterat) att L'ange de Nisida består av fyra akter. På grund av Donizettis brev har det uppstått förvirring bland journalister och musikforskare. Till exempel skrev journalisten Winton Dean i The Musical Times om en italiensk uppsättning av La favorite 1979: "Den härrör från den ofullbordade franska tre-aktsoperan L'ange de Nisida." Ashbrook spekulerar att Donizetti möjligen kan ha avsett de två första akterna såsom en enda.

### Kontrakt och avbeställning
Den 5 januari 1840 skrev Donizetti under ett kontrakt gällande repetition och uppförande med sina librettister och Anténor Joly, som ledde ett operasällskap med namnet Théâtre de la Renaissance och som gav föreställningar i Salle Ventadour i Paris. Théâtre de la Renaissance valde L'ange de Nisida framför Richard Wagners Das Liebesverbot. Jolys operasällskap hade haft hand om premiären på Donizattis franska version av Lucia di Lammermoor året innan, och L'ange de Nisida var tänkt att bli dess efterföljare. Kontraktet, som finns att beskåda i Bibliothèque-Musée de l'Opéra National de Paris, stipulerade att operan skulle uppföras tjugo gånger i rad såvida inte tre efter varandra föreställningar sålde dåligt, och att Joly inte kunde ha premiär på någon annan opera förrän efterfrågan på L'ange de Nisida började minska. Kontraktet säger inget om Donizettis ersättning, därför är det möjligt att ytterligare ett kontrakt upprättades. L'ange de Nisida var tänkt att börja repeteras den 1 februari 1840. Donizetti hade två andra operor på gång på andra teatrar under denna tid: Les martyrs och La fille du régiment.
I slutet av januari avslutade Joly all operaproduktion på Théâtre de la Renaissance på grund av ekonomiska svårigheter, trots ett lån från Donizetti på 5000 franc. Joly försökte hålla produktionen flytande medelst baletter men i maj 1840 stängde teatern för gott. Han begärde konkurs och kunde därmed slippa att återbetala lånet till Donizetti. Mark Everist skrev i Cambridge Opera Journal och hänvisade till L'ange de Nisida som " den största kollapsen av ett musikdrama hos Théâtre de la Renaissance".

### Omarbetad tillLa favorite
Donizetti lyckades återfå partituret till L'ange de Nisida från Jolys operasällskap och omarbetade om det i september 1840 till La favorite (numera mer känd under den italienska titeln, La favorita) för en decemberpremiär i Italien. För att undgå den italienska censuren gick Donizetti med på att modifiera handlingen; La favorite handlar om en kastiliansk kung under medeltiden.

Ett souvenirlibretto från La favorita

Närvaron och påverkan från L'ange de Nisida är påtaglig i Donizettis handskrivna partitur till La favorite, som visar på "stora sjok" från L'ange de Nisida i vilka nya karaktärer och texter i La favorite skymtar bakom de gamla. Den sista sidan i L'ange de Nisida användes som finalsida i La favorite; sålunda bär båda operorna samma slutdatum. Donizettis kontrakt till La favorite fordrade en premiär den 1 december 1840, vilket gav honom ont om tid för dramatiska ändringar. I sin biografi Donizetti (1965) hävdar Ashbrook att denna snäva tidsram gav upphov till ryktet att Donizetti verkligen komponerade den sista akten av La favorite under en enda natt. I själva verket visar librettot till L'ange de Nisida och originalpartituret till La favorite att finalakten till La favorite slutfördes lång tid innan Donizetti påbörjade arbetet med resten av operan i september. Han bjöd in librettisten Eugène Scribe att läsa igenom den nya texten och var även tvungen att få godkänt från den ledande mezzosopranen Rosine Stoltz. Den slutliga produkten var en blandning av den ofullbordade Adelaide, den aldrig uppförda L'ange de Nisida, samt nytt musikmaterial som Donizetti hade fört in i partituret och som Scribe hade skrivit in i librettot. La favorite hade premiär den 2 december 1840.
Ashbrook har jämfört de existerande originalpartituren till L'ange de Nisida och La favorite för att klargöra precis hur mycket material från L'ange de Nisida som återfinns i den senare. Medan händelserna i L'ange de Nisida utspelas 1470 i Neapel, utspelas de i La favorite i Santiago de Compostela och Kastilien, båda i Spanien, före år 1350. Donizetti reviderade kraftigt den första delen av La favorite och inte mycket återstår av L'ange de Nisida. Det centrala temat i handlingen som handlar om äktenskap och död är identisk i båda operorna, och så även några av rollkaraktärerna.
En transkription av librettot till L'ange de Nisida är bevarat i biblioteket till Fondazione Donizetti i Bergamo, och trycktes 2002 i en italienskspråkig upplaga av The Donizetti Society.

## 2018 års premiär
L'Ange de Nisida hade världspremiär den 18 juli 2018 i ett konsertant framförande på Royal Opera House i London, i samarbete med Opera Rara. Föreställningen dirigerades av Mark Elder och titelrollen sjöngs av Joyce El-Khoury. Partituret hade återskapats över en åtta års tidsperiod av musikforskaren Candida Mantica utifrån sidor återfunna i Bibliothèque nationale de France, vilka hade spridits i 18 stycken olika mappar genom åren, och från arkiv i både Europa och USA. Mantica lyckades identifiera ca 470 sidor av partituret till L'Ange de Nisida såsom skrivna av Donizetti själv.

## Personer
Då operan aldrig kom till repetitionsstadiet är inte mycket känt angående rollbesättningen. I en brev till sin vän Tommaso Persico uttrycker Donizetti sin önskan att ge huvudrollen till Juliette Bourgeois, en temperamentsfull sopran som begärde en stor summa pengar för att uppträda i Frankrike. (Hon skulle senare sjunga titelrollen i Donizettis La fille du régiment)
| Roller                               | Stämma      | Korresponderande roller i La Favorite |
| ------------------------------------ | ----------- | ------------------------------------- |
| Don Fernand d'Aragon, Kung av Neapel | baryton     | Alphonse XI av Kastilien              |
| Don Gaspar, kungens hovmarskalk      | basso buffo | Don Gaspar                            |
| Grevinnan Sylvia de Linares          | sopran      | Léonor                                |
| Leone de Casaldi, en soldat          | tenor       | Fernand, en novis                     |
| Munken                               | bas         | Balthasar                             |

## Handling
Tid: 1470
Plats: Neapel och Nisida

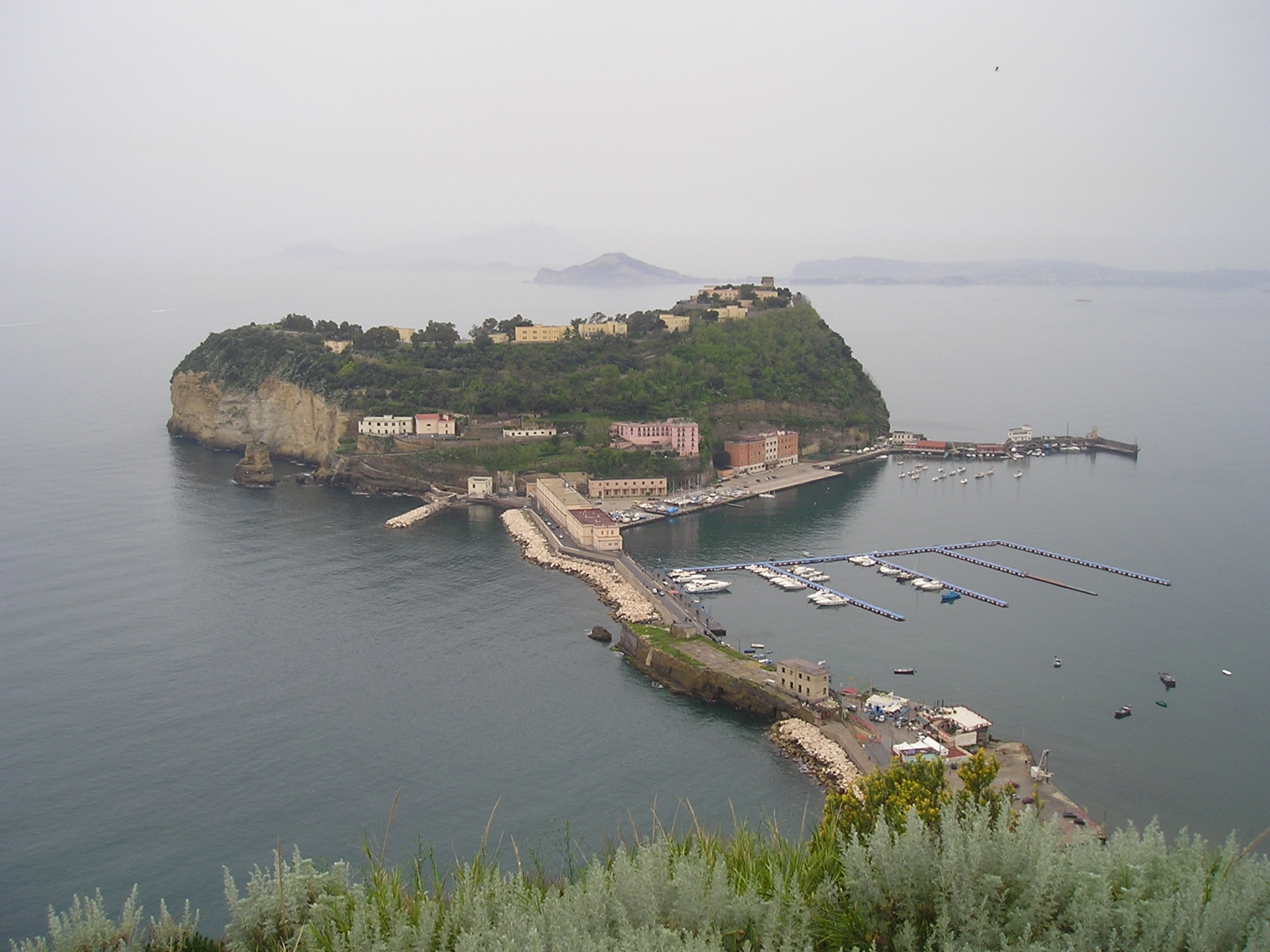
Ön Nisida

Leone de Casaldi är en före detta soldat som gör en förbjuden resa till ön Nisida utanför Neapel för att möta sin älskade Sylvia. Leone vet bara att hon är en adelsdam men inte mycket mera. På ön möter han Don Gaspar som är hovmarskalk hos kung Ferdinand av Neapel. När Don Gaspar hör om Leones problem övertalar han Leone att resa till Neapel för att återigen bli soldat. Leone och Sylvia möts i Neapel. Han upptäcker då att hon Sylvia de Linares, kungens älskarinna. Hon förklarar Leone sin kärlek men råder honom att glömma henne och sina planer i Neapel. Då han vägrar upptäcks han av kungen som ger Don Gaspar order att arrestera honom.
Kungen önskar gifta sig med Sylvia. Men spioner från Rom planerar att bannlysa älskarinnan från Neapel. Kungen lovar att ge henne vad hon än önskar och hon ber då att Leone ska friges. En munk anländer med den påvliga bannbullan och hotar att landsförvisa Sylvia om hon förblir kungens älskarinna. Kungen och Don Gaspar planerar att frige Leone och gifta bort honom med Sylvia. Men sedan skulle Leone sändas iväg och Sylvia fortsätta som kungens älskarinna. Leone och Sylvia gifter sig men Leone upptäcker planen. Han bryter itu sitt svärd inför kungen och lämnar hovet under munkens eskort.
Leone är beredd att avge klosterlöftet då Sylvia uppenbarar sig. Hon har följt efter förklädd som novis. När hon konfronterar Leone och ber om förlåtelse inser han vad han känner och försöker fly med henne. Sylvia som är döende avlider framför honom trots hans rop på hjälp.